# Alain Joseph Dordelin
Alain Joseph Dordelin, (13 mars 1764 à Lorient - 19 mai 1826 à Lorient), est un officier de marine. Il sert dans la marine française pendant les guerres de la Révolution et de l'Empire et termine sa carrière avec le grade de contre-amiral et comte de l'Empire.

## Biographie
Né à Lorient, fils d'un officier de la compagnie des Indes, il fit un voyage en Chine sur le Duras et servit comme volontaire sur le Sévère de l'escadre de Suffren. Lieutenant de vaisseau en 1786, il embarque sur la Dryade. Capitaine de vaisseau en 1793, il commande le Tyrannicide et participe aux combats de prairial (1794). Il participe à l'expédition d'Irlande en 1796. Promu contre-amiral en 1799 et commandeur de la Légion d'honneur le 14 juin 1804, Dordelin est nommé préfet maritime à Brest en 1810, il est anobli et fait comte de l'Empire par lettres patentes du 6 octobre 1810. Commandant la flottille de l’Escaut, il prend sa retraite en 1812.

## Armoiries
| Figure | Blasonnement |
|        | Armes du comte Broussier et de l'Empire, 1810. Coupé de sable et de gueules ; le premier chargé d'une ancre d'argent accompagnée de deux étoiles du même, une à dextre, une à sénestre ; le deuxième chargé d'une épée haute en pal, accompagné de deux mouchetures d'hermines, une à dextre une à sénestre, le tout aussi d'argent, franc-quartier des comtes tirés de l'armée, brochant sur le tout. Pour livrées : les couleurs de l'écu. |